# ویوک پراساد
ویوک پراساد (انگلیسی: Vivek Prasad؛ زادهٔ ۲۵ فوریهٔ ۲۰۰۰) بازیکن هاکی روی چمن اهل هند است.